# Dukan-dieet
Het Dukan-dieet of proteïnedieet is een dieetplan bedacht door de Franse arts Pierre Dukan. Het Dukan-dieet beperkt de inname van koolhydraten en lipiden ten voordele van eiwitten (proteïne). Zo zou het dieet het lichaam ertoe aanzetten om vetweefsel aan te spreken om de spieren te voeden, in plaats van de ingenomen koolhydraten en vetten.

## Geschiedenis
In 1975 werd Pierre Dukan, huisarts in Parijs, voor het eerst geconfronteerd met obesitas. In plaats van de toentertijd aanvaarde behandeling – kleinere maaltijden met minder calorieën – stelde Dukan een eigen dieetplan voor, dat uit vier fases bestond. In 2000 bracht hij een boek uit over dit dieet: Je ne sais pas maigrir ('Ik weet niet hoe ik moet afslanken'), dat een internationale bestseller werd. In 2013 werd Dukan geschorst als arts omdat hij een verboden geneesmiddel had voorgeschreven.
Volgens Dukan is het recent opgekomen paleodieet een kopie van zijn dieetplan. Het lijkt verder op verschillende punten op het Atkins-dieet en het ketogeen dieet, die beide ook koolhydraten schuwen.

## Fasering

### Aanvalsfase
De eerste dagen van het dieet zijn de enig toegestane voedingstoffen de volgende:
- 'mager' vlees
- bepaalde andere vleesvarianten
- verse of gerookte vis en surimi
- zeevruchten zoals oesters
- gevogelte (uitgezonderd eend en gans) zonder het vel
- eieren
- magere melkproducten

Al deze producten moeten zonder vet bereid worden, maar men kan er zoveel van eten als men maar wil (mits men uitkijkt met eigeel, te veel daarvan geeft cholesterolproblemen). Men moet ook gedurende deze fase minstens anderhalve liter water per dag drinken; light-drankjes zijn ook toegestaan. Varkensvlees en lamsvlees zijn niet toegestaan.
Deze fase duurt een tot tien dagen, naargelang het gewicht en bepalende zaken als zwangerschappen en eerdere dieetpogingen. In het algemeen duurt deze fase drie dagen als er minder dan 10 kilo te verliezen is en vijf dagen als het om meer dan 10 kilo gaat.

### Doorloopfase
In deze fase zijn dezelfde voedingsmiddelen toegestaan als die van de aanvalsfase, en daarnaast ook:
- groenten, uitgezonderd groenten die veel zetmeel bevatten, zoals aardappels, rijst, erwten, pasta, etc. Daarnaast zijn maïs en avocado ook taboe.
- sojasteaks en tofoe

De consumptie van wortelen en bietjes moeten worden beperkt tot eenmaal per week.
Al deze voedingsmiddelen moet nog steeds vetarm (dus waar mogelijk zonder of met zo min mogelijk olie) bereid worden. Men moet daarnaast de consumptie van vlees en vis niet verwaarlozen, en ook is het nog steeds zeer aangeraden anderhalve liter water tot zich te nemen.
Salades mogen vergezeld worden van vetarme sauzen.
De doorloopfase wordt gekenmerkt door een afwisseling van "Groente-Proteïne" dagen waar ook groenten op het menu staan met "Pure Proteïne" dagen waarin alleen de voedingsmiddelen van de aanvalsfase toegestaan zijn. Dukan raadt aan om de dag te wisselen.
Deze fase duurt tot het gewenste gewicht bereikt is.

### Consolidatiefase
Teneinde een "jojo-effect" tegen te gaan waarbij de verloren gegane kilos er binnen de kortste keren bijgegeten worden volgt er dan een consolidatie fase.
Men kan tijdens de consolidatiefase dezelfde voedingsmiddelen eten als tijdens de doorloopfase, en daarnaast ook:
- 2 sneetjes brood per dag;
- 1 portie kaas per dag 40 gram per dag, ongeacht het vetpercentage.
- 1 stuk fruit per dag of een kopje van kleiner fruit zoals aardbeien.
- 2 porties zetmeel bevattende maaltijden (dus volkorenpasta, zilvervliesrijst, aardappels (geen frites of gebakken aardappels)) per week van een gelimiteerd gewicht (200 - 220 gram afhankelijk van de soort), en daarnaast
- 2 "feestmaaltijden" per week dus geen feestdagen, waarbij nagenoeg alle tot dusver verboden voedingsmiddelen toegestaan zijn, mits men niet meer dan één bordvol van ieder maaltijd onderdeel neemt, en men niet én kaas én een pudding neemt. Ook mogen er niet twee feestmaaltijden op dezelfde dag plaatsvinden.
- Per week een dag met alleen zuivere eiwitten, bij voorkeur de donderdag, maar tijdens deze hele fase altijd een vaste dag. Op deze dag ook geen vette vis zoals, makreel, zalm etc. eten.

De voorgestelde consolidatieduur is 10 dagen per kilo lichaamsgewicht die in de eerste twee fases verloren is, dus bijvoorbeeld 150 dagen voor iemand die 15 kilo kwijtgeraakt is.

### Stabilisatiefase / permanent dieet
Na het dieet raadt Dukan aan één dag in de week zich aan een puur-proteïne regime te houden, om toekomstige gewichtstoename tegen te gaan.

## Kritiek op het Dukan-dieet
Het Dukan-dieet geniet een grote bekendheid, maar is omstreden bij diëtisten en artsen. De British Dietetic Association plaatste het dieet drie jaar op een rij (2010, 2011, 2012) bovenaan op de lijst van de "slechtste diëten van beroemdheden". Het dieet kan aanleiding geven tot energieloosheid, constipatie, slechte adem en tekorten aan mineralen en vitaminen. Afslankingsdiëten die berusten op een hoge inname van (dierlijke) eiwitten, zoals het Dukan-dieet, kunnen in eerste instantie voor een groot gewichtsverlies zorgen, al is de kans groot dat de patiënt snel weer bijkomt. Trager gewichtsverlies door gezond te eten biedt meer kans op permanent gewichtsverlies – en een betere gezondheid.